# トラン・ヴァン・トゥ
トラン・ヴァン・トゥ（陳文寿、ベトナム語：Trần Văn Thọ / 陳文寿、発音は「チャン・ヴァン・トー」ともいい、1949年 - ）は、ベトナム出身の経済学者である。博士（経済学）（一橋大学・論文博士・1993年）。早稲田大学名誉教授。アジア・太平洋賞、ベトナム優秀図書賞受賞。

## 人物・経歴

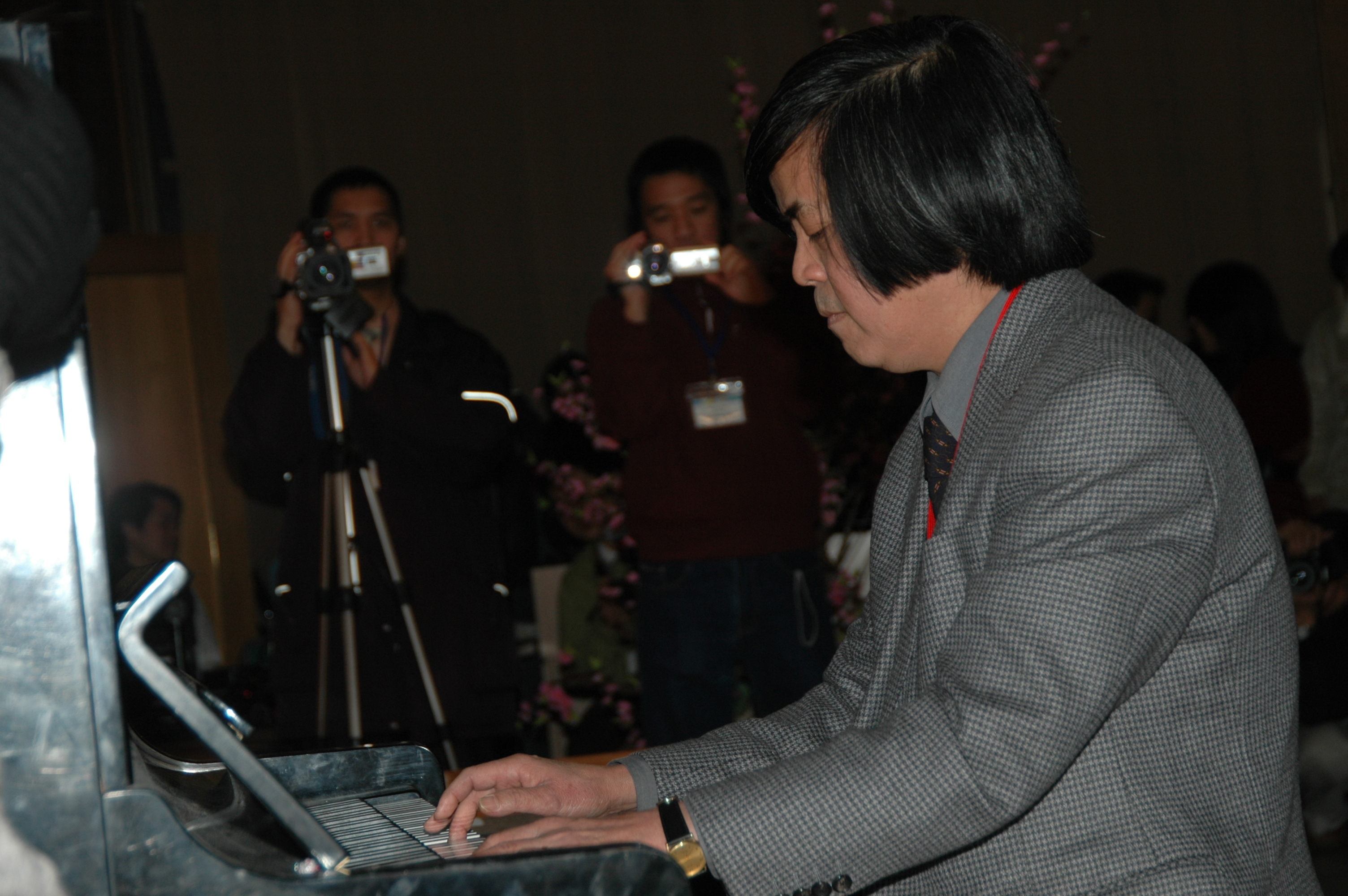
2008年のベトナムフェスティバルで

ベトナム中部クアンナム省の寒村出身。高校を卒業後、1968年に国費外国人留学生制度で来日し、1973年一橋大学経済学部卒業。1975年一橋大学大学院経済学研究科修士課程修了。1978年一橋大学大学院経済学研究科博士課程単位取得。指導教官は小島清。
大学院在学中に共産主義国家ベトナム社会主義共和国がベトナムを統一したため帰国せず、インターナショナル・ビジネス・インフォメーション社シニア・コンサルタントを経て、1984年日本経済研究センター研究員に就任し、東アジア経済の研究を開始。同主任研究員を経て、1989年桜美林大学国際学部助教授。1993年同教授。2000年早稲田大学社会科学部教授。2020年早稲田大学社会科学部教授を定年退職。
ヴォー・ヴァン・キエットベトナム首相行政・経済改革諮問委員、グエン・スアン・フック首相経済諮問グループメンバー、経済企画庁専門委員、経済企画庁客員研究員、ハノイ大学客員教授、ホーチミン市国家大学客員教授、ダナン大学客員教授、ハーバード大学客員研究員、ベトナム太平洋経済センター（VAPEC）会長、早稲田大学ベトナム総合研究所所長、日本国際フォーラム政策委員、ベトナム商工会議所会頭顧問、東アジア評議会有識者議員、日本国際経済学会理事、アジア政経学会理事等を歴任。
1993年著書『産業発展と多国籍企業 : アジア太平洋ダイナミズムの実証研究』で一橋大学より博士（経済学）の学位を取得。審査員山澤逸平、尾高煌之助、清川雪彦。同年同書でアジア・太平洋賞受賞。2012年著書『東アジア経済の構造変動とベトナムの工業化戦略』（ベトナム語）でベトナム優秀図書賞受賞。2016年の著書『時間ショックとベトナム経済』（ベトナム語）でもベトナム優秀図書賞受賞。2018年春の外国人叙勲で瑞宝小綬章を受章し、外務省での伝達式ののち、皇居宮殿にて天皇に謁見した。

## 著書
- 『直接投資と技術移転 : 日本と北東・東南アジア』（関口末夫と共編）日本経済研究センター 1986年
- 『ベトナムの経済改革と対外経済関係』（編）日本経済研究センター 1989年
- 『アジアの貿易と要素移動 : ダイナミズムの実態と展望』（編）日本経済研究センター 1990年
- 『企業内産業調整 : 理論的考察と合繊産業の事例研究』日本経済研究センター 1991年
- 『ベトナム経済とアジア太平洋』（編）日本経済研究センター 1991年
- 『現代ベトナム経済 : 刷新(ドイモイ)と経済建設』（関口末夫と共編）勁草書房 1992年
- 『産業発展と多国籍企業 : アジア太平洋ダイナミズムの実証研究』東洋経済新報社 1992年
- 『ベトナム経済の新展開 : 工業化時代の始動』日本経済新聞社 1996年
- 『最新アジア経済と日本 : 新世紀の協力ビジョン』（原田泰,関志雄と共著）日本評論社 2001年
- 『中国-ASEANのFTAと東アジア経済』（松本邦愛と共編著）文眞堂 2007年
- 『ベトナム経済発展論 : 中所得国の罠と新たなドイモイ』勁草書房 2010年
- 『ASEAN経済新時代と日本 : 各国経済と地域の新展開』（編著）文眞堂 2016年